# 밸리나 (메이요주)

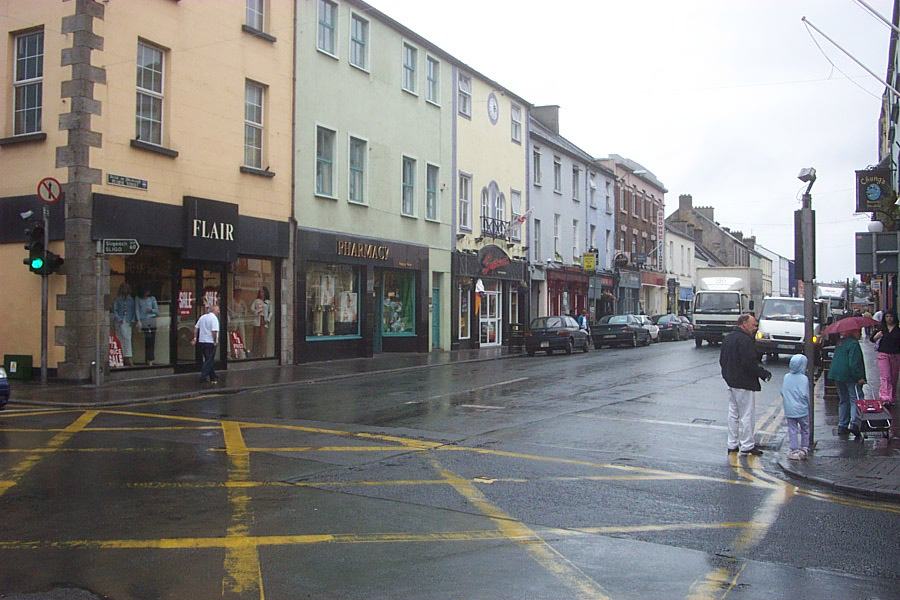
밸리나

밸리나(Ballina)는 아일랜드 메이요주의 도시이다.